# بانته‌خا
بام‌تخا (به هلندی: Bantega) یک منطقهٔ مسکونی در هلند است که در لمسترلند واقع شده‌است. بام‌تخا ۶۵۰ نفر جمعیت دارد.